# Lancelot del Lago

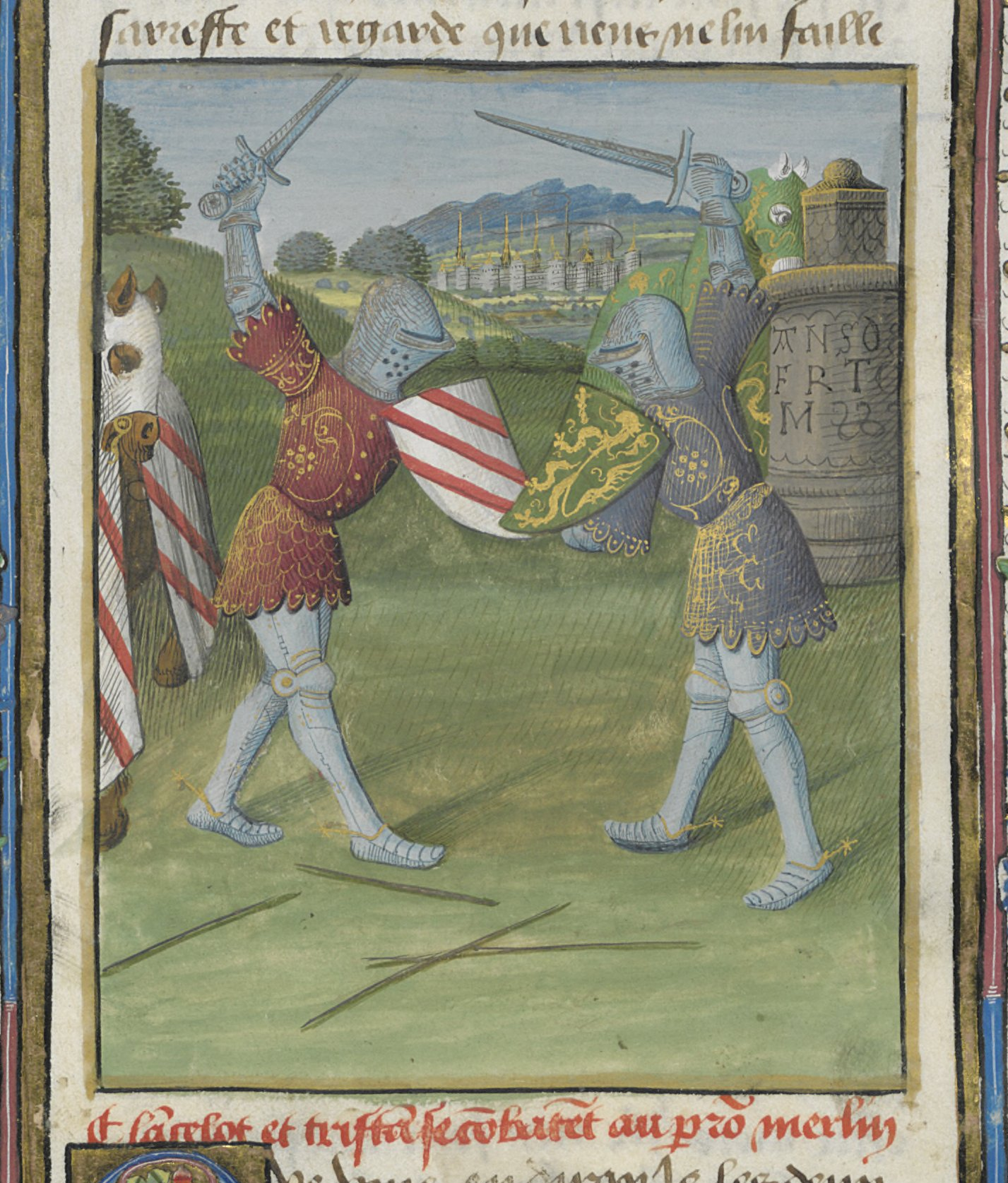
Lancelot, con armas de gules, se enfrenta a otro caballero, según una miniatura medieval.

Lancelot del Lago (Sir Lancelot, Lancelot of the Lake o Lancelot du Lac), también llamado Lanzarote en español, es uno de los caballeros de la Mesa Redonda, perteneciente al conjunto de leyendas artúricas.
Era el más fiel de los caballeros del Rey Arturo y jugó un papel importante en muchas de las victorias de Arturo. Lancelot es conocido principalmente por su historia de amor con la reina Ginebra, la esposa de Arturo, y el papel que desempeñó en la búsqueda del Santo Grial. También es conocido por ser el amigo más fiel del sobrino de Arturo, Gawain. Su primera aparición como un personaje principal está en Lancelot el Caballero de la Carreta, o Lancelot en prosa, que fue escrito en el siglo XII.
En el siglo XIII, fue el foco principal en el largo ciclo de la Vulgata, donde sus hazañas se narran en la sección conocida como Lancelot en prosa. La vida y las aventuras de Lancelot se han presentado en varios romances medievales, a menudo con respaldo histórico y cadenas de eventos conflictivos.

## Orígenes
Los orígenes literarios de Lancelot son de una historia olvidada del pasado. Antes de su aparición en la obra de El caballero de la carreta, Lancelot es prácticamente desconocido. El académico Roger Sherman Loomis sugiere que Lancelot se relaciona con el héroe galés Llwch Llenlleawg de Culhwch y Olwen.

## Antecedentes
En la mayoría de los romances y escritos en prosa francesa, Lancelot es caracterizado como el más grande y confiable de todos los caballeros del Rey Arturo, desempeñando siempre una parte importante en muchas de las victorias del rey, aunque también la caída final de Arturo se debe en parte al propio Lancelot, cuya relación con la esposa de su señor, la reina Ginebra, destruye la unidad de la corte real.
Lancelot es un personaje popular y ha sido tema de poemas, cuentos, obras teatrales y películas como una figura relevante del círculo de leyendas artúricas. Para la gran mayoría de los seguidores de esta literatura, no hay otro caballero más conocido de entre todos los de la mesa redonda que Lancelot. En el recuerdo colectivo, siempre se le tiene como el miembro más valiente de esa hermandad de caballeros y como el amante de Ginebra, aunque Lancelot no es uno de los miembros originales de la mesa redonda y el desarrollo de su historia es aún objeto de intenso debate entre los estudiosos.
Las fuentes principales que describen la historia de Lancelot son:
- Lancelot, el Caballero de la Carreta de Chrétien de Troyes.
- Lancelot en prosa incluido en el ciclo de la Vulgata.
- La muerte de Arturo de sir Thomas Malory (publicada en 1485 por William Paxton y posterior al ciclo Lancelot-Grial).

## Lancelot en prosa

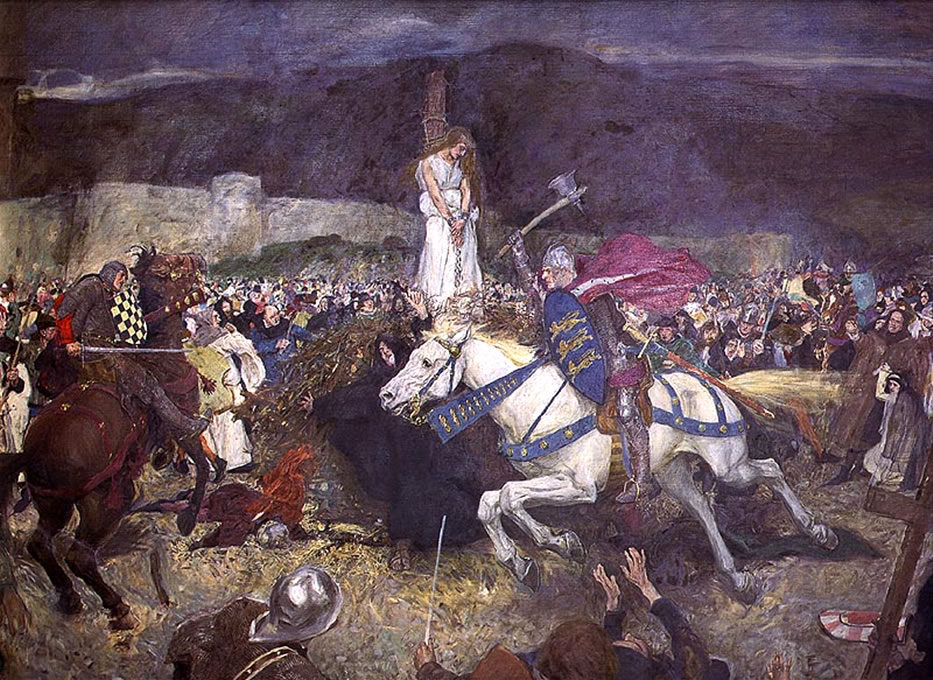
El rescate de Ginebra, de William Hatherell (1855-1928).

Es la parte más extensa del Ciclo de la Vulgata (h. 1230), que comienza con el nacimiento de Lancelot y termina con su muerte tras la caída del reino. En ella queda definitivamente perfilado el personaje y su historia y se puede considerar como su referencia más completa.

### La familia de Lancelot
El padre de Lanzarote es el rey Ban de Benwick y el nombre de su madre es Elaine de Benwick. Tiene un medio hermano ilegítimo de nombre Héctor de Maris; el rey Bors es tío suyo y Sir Bors y Sir Lionel son sus primos. Tuvo un hijo con la hija del rey Pelles, lady Elaine de Corbenic, que también alcanzaría fama y gloria: Sir Galahad.

### La Dama del Lago
El rey Ban, su padre, estaba en guerra con el reino del rey Caudas, su vecino, que al invadir el reino de Ban, obligó a huir al rey y a la reina. En la huida, el rey Ban sufre un desmayo al ver ardiendo su palacio y por socorrerle, la reina Elena dejó a su hijo, llamado hasta entonces Galaad, solo en el campo. En ese momento, apareció Niue-Vivian, la llamada Dama del Lago que raptó al niño. Desde ese momento tomará el nombre de Lanzarote del Lago. El niño fue criado en el palacio del fondo del lago de la Dama Nimueh, donde mostró destrezas en el aprendizaje normal de un niño de alta alcurnia de la época y en el uso de las armas en particular.

### Llegada a Camelot
A una edad entre los quince y los dieciocho años, según la costumbre de sus tiempos, el joven Lancelot sale a recorrer el mundo con el debido equipamiento para alguien de su rango y sin conocer su auténtica estirpe real. Viaja, según algunos escritos, acompañado de una escolta, en pos del reino de Arturo, donde por influencias de la Dama del Lago espera ser nombrado caballero.

### Arturo y Ginebra

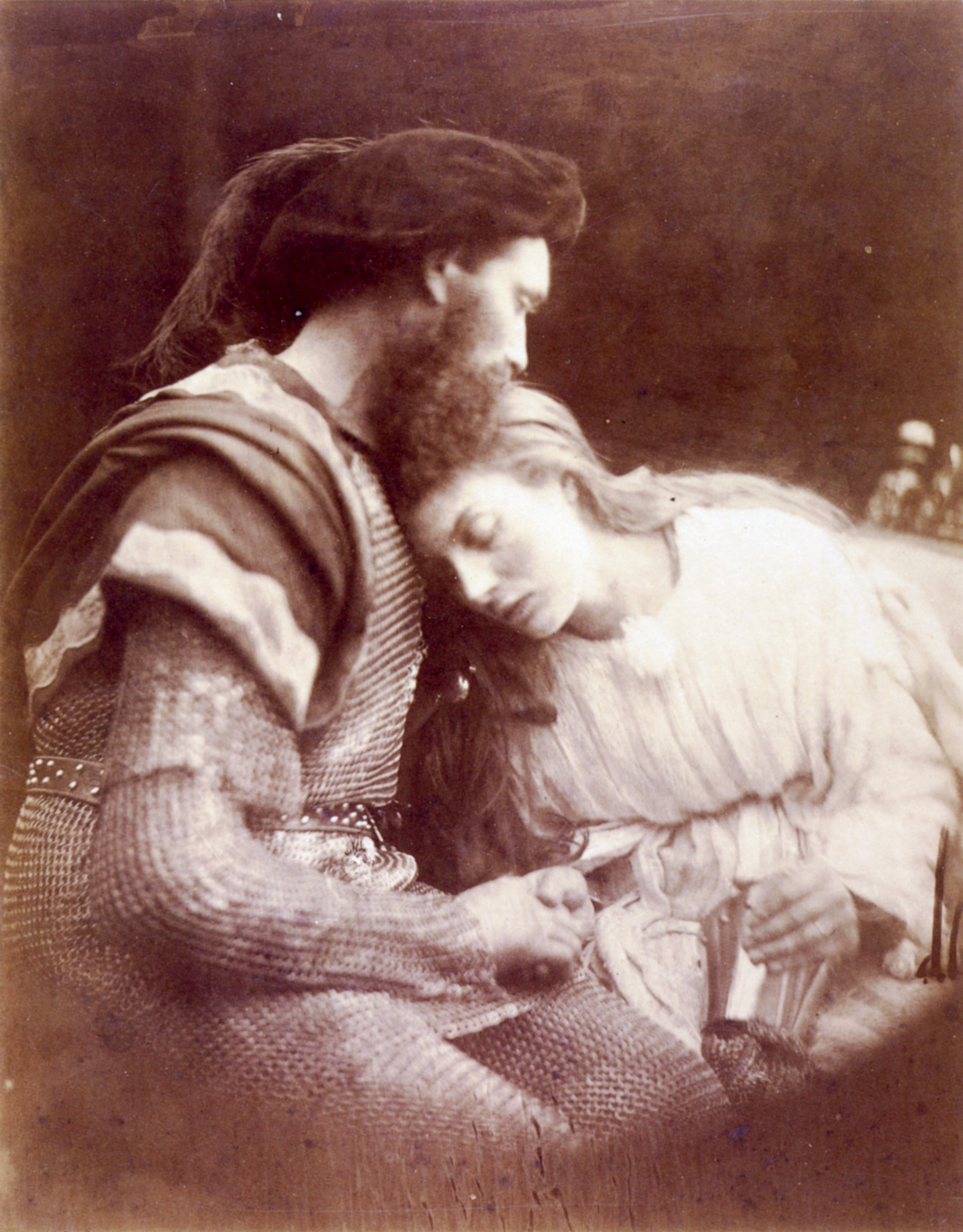
Lanzarote y Ginebra, fotografía artística de 1874.

Una vez en la corte de Arturo, este le encomienda la misión de traer a Camelot a su amada, Ginebra, para la boda real. En el trayecto a Camelot, sin embargo, Lancelot y Ginebra se enamoran y desde ese momento, la vida de Lancelot se convierte en un constante conflicto con su conciencia, vacilando entre su amor por la reina y sus obligaciones hacia su rey.

### Hazañas
Entre sus numerosas hazañas, conquistará a las fuerzas del mal en un castillo llamado de la Guardia Dolorosa (Dolorus Garde), que al convertirlo en su hogar, cambiará su nombre al de Joyosa Guarda (Joyeux Garde). Al regresar a Camelot ayudará a Arturo a sofocar revueltas en su contra y a asentar su posición como leal caballero de la corte del rey. Salva a numerosas damas de infinitos peligros y ayuda a «Sir Tristán» a esconder a su amada, la princesa Isolda. Emprende la búsqueda del Grial acometiendo grandes hazañas en nombre de su reina.
Existe además una parte oscura en Lancelot que le deshonró profundamente a lo largo de Inglaterra; en una de sus aventuras va a parar al caserón de un noble cuya hija es llamada "la bella doncella de Astolat". Esta mujer, llamada también Elaine, se enamora perdidamente de él y consigue colocarle una prenda que lucirá en un torneo, provocando la ira de su reina Ginebra. Lanzarote se enfurece y huye en busca de Ginebra, dejando sola a Elaine y apenándola de tal modo que muere a los pocos meses, pidiéndole a su padre que la embarque en una barca negra junto con una misiva para Lancelot, para que todo el mundo sepa qué puede llegar a provocar Lanzarote en las damas al no corresponderlas. Esto causa la ira de Ginebra y de Arturo, y es a partir de ese momento cuando se desencadena la caída del reino de Logris.
En una de sus mayores aventuras, Lancelot escucha el rumor de que una doncella vive cautiva en un castillo, y que sólo el mejor caballero del mundo podría rescatarla. Lancelot acomete la tarea y logra sacar del castillo a una joven de belleza incomparable, que resultó ser Elaine, la hija del rey Pelles. Ella se enamora perdidamente de Lancelot, pero para su desilusión el caballero había hecho voto de castidad en honor de su reina y por lealtad a su rey. Así, Elaine consigue -mediante un hechizo proporcionado por el Hada Morgana- llevar a Lancelot a su cuarto y pasar la noche con él. Al día siguiente, libre ya del conjuro, Lanzarote se da cuenta de lo que ha sucedido y se va del castillo abandonando a Elaine en medio de la vergüenza y de una debilidad creciente en su cuerpo, pues según su entender, su fuerza se derivaba del mantenimiento de sus votos y promesas a la reina.
Poco después de regresar a Camelot, llega la noticia de que Elaine había dado a luz un niño, al que llamó Galahad, el primer nombre de Lancelot. Al enterarse de esto la reina, llamó a Lancelot perjuro y traidor, renegando de su pasada amistad y amor.

### Destierro y desenlace

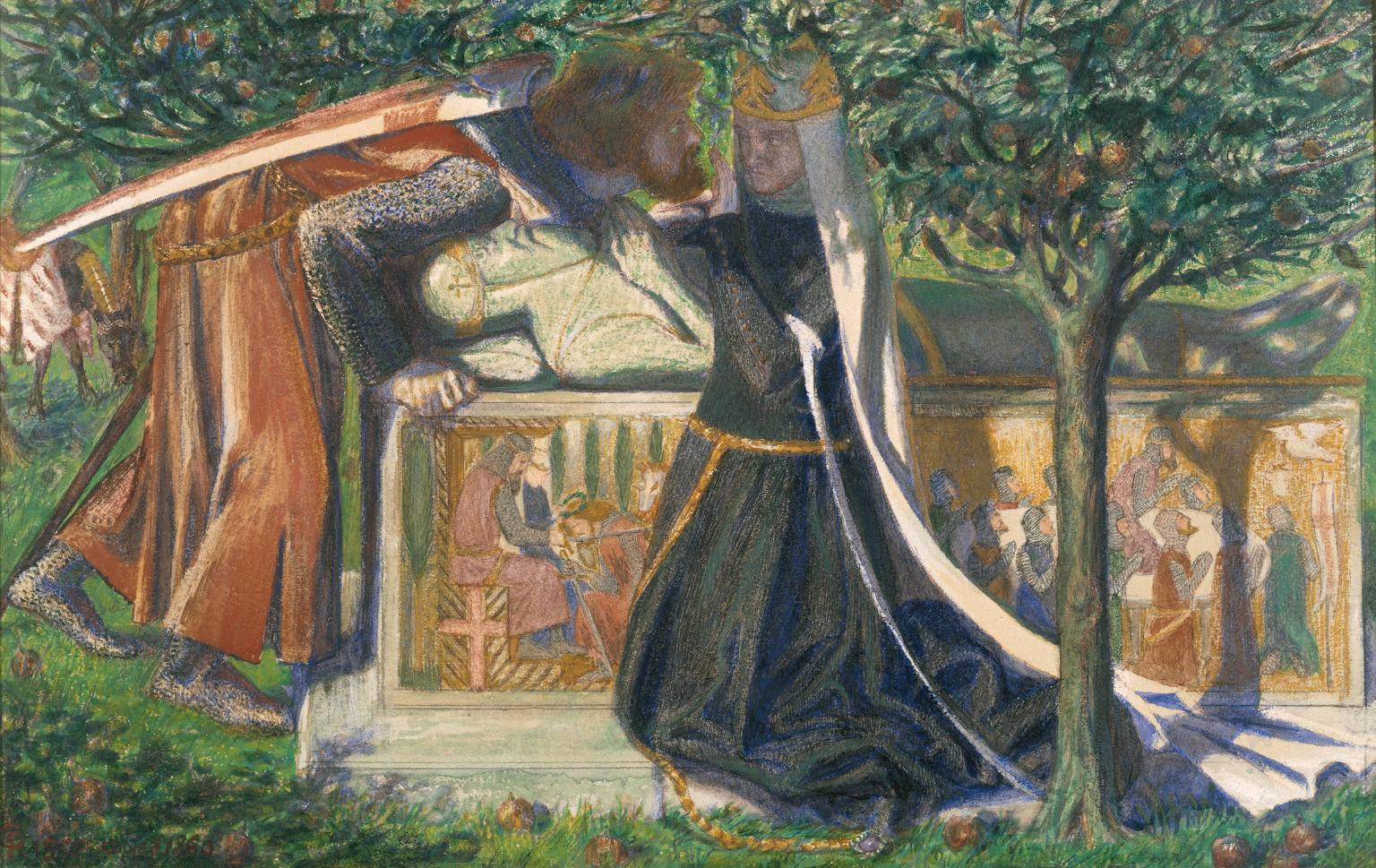
El último encuentro entre Lancelot y Ginebra en la tumba de Arturo, de Dante Gabriel Rossetti, 1854.

Cuando Arturo se entera por Morgana de la relación que hubo entre Lancelot y su esposa, condena a ésta a la hoguera y destierra para siempre a Lancelot. Este, sin embargo, regresa a Camelot y rescata a Ginebra de su destino, matando en el afán a algunos de sus antiguos camaradas de la mesa redonda, por lo que el rey marcha contra él. En su ausencia, el trono es usurpado por su hijo ilegítimo, Mordred, que en la lucha subsiguiente con su padre le da muerte. Ginebra, al saber que ha muerto su esposo, entra en un convento, por lo que Lancelot decide convertirse en ermitaño hasta el final de sus días, sólo seis semanas después de enterarse de la muerte de Ginebra en el convento.